# Province d'Es-Semara
La province d'Es-Semara (en arabe : السمارة) est une des provinces marocaines de la région de Laâyoune-Sakia El Hamra. Elle comprend une partie du territoire du Sahara occidental, où la souveraineté marocaine est contestée.

## Superficie
La province compte une superficie de 61 760 km2 .

## Démographie de la province
La densité de la province est approximativement de 1,04 hab/km2.
| 17 753                                                                                  | 39 726 | 60 426 | 65 594 |
| 1982, 1994 : recensement secondaire ; 2004 : recensement officiel ; 2007 : calculation. |        |        |        |

## Communes de la province
| Communes             | Population en 1994 | Population en 2004 |
| -------------------- | ------------------ | ------------------ |
| Es-Semara            | 28 728             | 40 347             |
| Haouza               | 2 940              | 8 769              |
| Tifariti             | 2 666              | 3 092              |
| Jediriya             | 2 195              | 2 000              |
| Amgala               | 1 960              | 4 398              |
| Sidi Ahmed Laâroussi | 1 215              | 1 820              |

## Crédit d'auteurs
- (de) Cet article est partiellement ou en totalité issu de l’article de Wikipédia en allemand intitulé « Es Semara (Provinz) » (voir la liste des auteurs).